# Пальминка
Пальми́нка (бел. Пальмі́нка) — агрогородок в Городокском районе Витебской области Белоруссии. Административный центр Пальминского сельсовета. Население — 1203 человека (2019).

## География
Село находится в 10 км к юго-востоку от райцентра, города Городок и в 28 км к северу от Витебска, областного центра. По восточной окраине агрогородка протекает река Кабищанка, бассейн Западной Двины. В 2 км к юго-западу от Пальминки проходит магистраль М8 на участке Витебск — Городок, село связано с шоссе местной дорогой. Ближайшая ж/д станция в Городке (линия Витебск — Невель).

## История
В конце XIX — начале XX века существовало дворянское имение Пальминка в составе Лосвидской волости Витебского уезда Витебской губернии. После 1917 года имение было национализировано. В марте 1924 создано сельскохозяйственное общество. С 20 августа 1924 года Пальминка — центр сельсовета.
Во время Великой Отечественной войны в январе 1943 года деревня была сожжена немецко-фашистскими захватчиками. После войны восстановлено. В 1999 году Пальминка являлась центром совхоза «Городокский».
Бывшее здание усадьбы сохранилось, сейчас приспособлено под сельский магазин.

## Население

### Численность
- 2000 — 590 дворов, 1461 жителей

### Динамика
- 1905 — 3 двора, 39 жителей
- 1926 — 9 дворов, 47 жителей
- 1940 — 104 дворов, 309 жителей
- 1959 — 149 жителей
- 1970 — 490 жителей
- 2000 — 590 дворов, 1461 жителей

## Культура
- Комплексный музей ГУО "Пальминская средняя школа имени Н. И. Аверченко". Основные разделы музея: История школы. Великая Отечественная война. Беларуская хатка.

## Достопримечательность
- Фрагменты помещичьей усадьбы и парка (XIX век).
- Памятник землякам, погибшим в Великой Отечественной войне.
- Мемориальный знак в память мирных жителей, погибших в Великой Отечественной войне.